# Xestia pallidior
Xestia pallidior là một loài bướm đêm trong họ Noctuidae.